# Mélovin

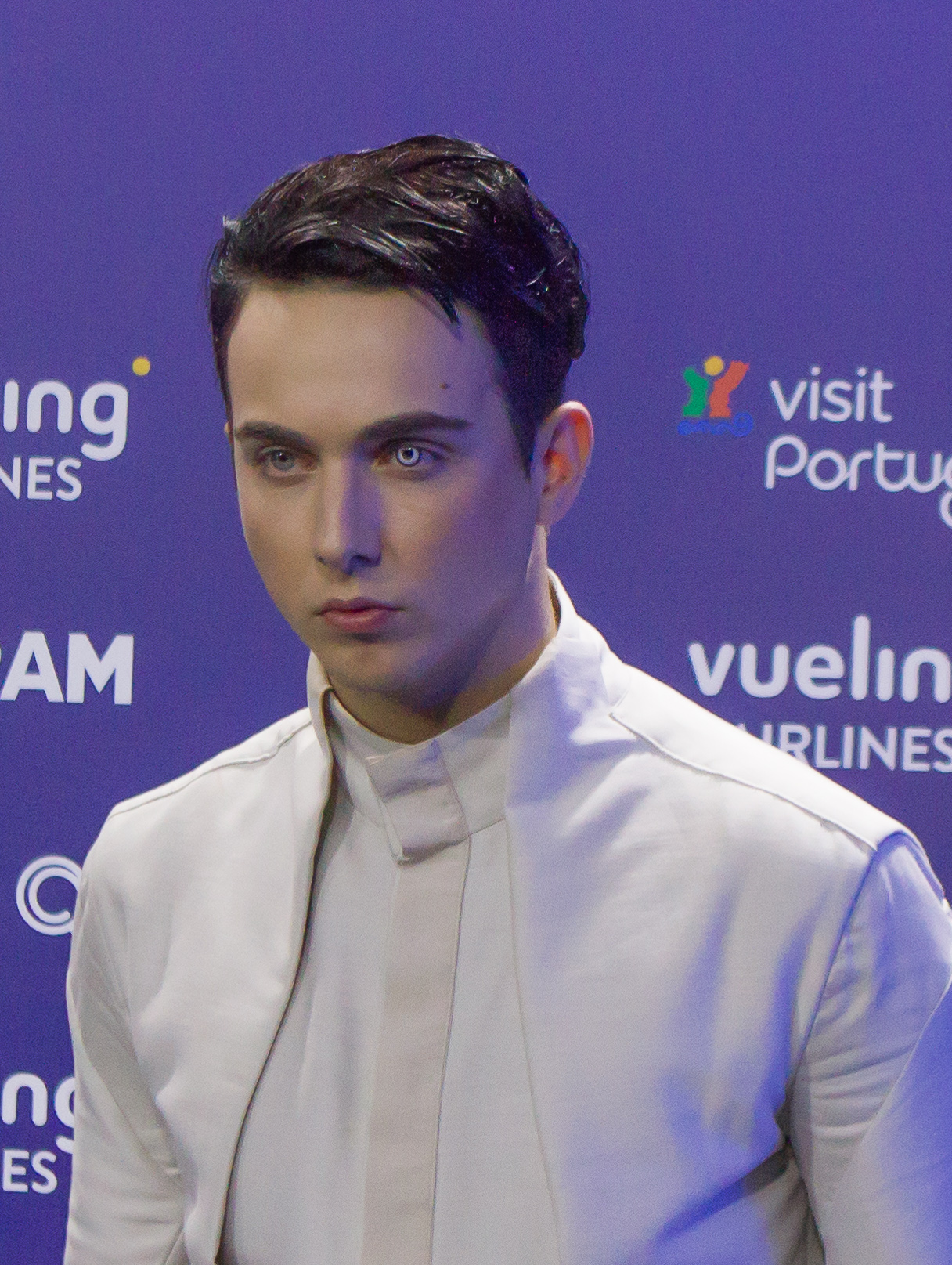
Mélovin (2018)

Mélovin (* 11. April 1997 in Odessa, Ukraine; eigentlich ukrainisch Костянтин Миколайович Бочаров Kostjantyn Mykolajowytsch Botscharow) ist ein ukrainischer Singer-Songwriter.

## Leben und Wirken
Mélovin gewann 2015 die sechste Staffel der Castingshow X-Factor Ukraine.
Er nahm 2017 an der ukrainischen Vorentscheidung für den Eurovision Song Contest, Widbir teil. Mit dem englischsprachigen Song „Wonder“ belegte er hierbei den dritten Platz. 2018 war Mélovin erneut Kandidat bei Widbir und gewann mit dem ebenfalls englischsprachigen Song „Under The Ladder“. Somit vertrat er sein Heimatland beim Eurovision Song Contest 2018 in Lissabon. Mélovin erreichte dort den 17. Platz im Grand Final.
Mélovin ist ein Künstlername, gebildet aus dem Wort Halloween und dem Nachnamen des britischen Modedesigners Alexander McQueen. Seine Fans nennen sich Mélovinators. Er trägt am linken Auge eine dunkle Kontaktlinse, die im Laufe der Jahre eines seiner Markenzeichen wurde. Auf den ersten Blick erscheint er durch seine schwarze Kleidung als Vertreter der „Gothic“-Stilrichtung. Dazu nahm er jedoch folgendermaßen Stellung: „Ich kleide mich nicht im Gothicstyle, sondern habe im Laufe der Jahre mein wahres Ich und meinen eigenen Kleiderstil entdeckt.“
Im Juli 2021 bekannte sich Mélovin erstmals offen zu seiner Bisexualität.
Im Juni 2023 sang er auf einer Straßenfestbühne des Christopher Street Day in München, ohne Absprache mit dem Veranstalter, die Hymne „Bandera ist unser Vater, die Ukraine ist unsere Mutter“, eine Verherrlichung des ukrainischen Faschisten Stepan Bandera. Zuvor hatte er das Grab des Faschisten in der bayerischen Landeshauptstadt besucht und dazu ein Video auf Instagram gepostet. Der CSD München hat sich in einer offiziellen Stellungnahme von dieser Aufführung distanziert: „Zweifelsfrei steht Stepan Bandera als historische Person, zentrale Führungsfigur einer radikalnationalistischen Organisation und aufgrund seiner Verantwortung für Massenmorde – insbesondere an Jüdinnen*Juden und Pol*innen – den Werten, für die der CSD München steht, maximal entgegen.“ (CSD München).

## Diskografie

### Alben
- 2019: Octopus

### EPs
- 2017: Face to Face
- 2023: The Best (UA)

### Singles (Auswahl)
- 2016: Wonder
- 2017: Play this life
- 2017: Svit v Poloni
- 2017: Unbroken
- 2017: Hooligan
- 2018: Under The Ladder
- 2018: That’s Your Role
- 2018: З тобою, зі мною, і годі
- 2018: Чудова Мить
- 2019: Ты
- 2019: Ти
- 2019: Expectations
- 2019: Want you to stay
- 2019: Your Entertainment
- 2019: Вітрила
- 2021: І кров кипить
- 2022: Не зволікай
- 2024: Dreamer
- 2024: Обиратиму себе (mit iSKra)